# Marius Scalesi
Œuvres principales
- Poèmes d'un maudit (1923)

Marius Scalesi ou Mario Scalesi est un poète italien, né à Tunis d'une mère maltaise et d'un père sicilien le 6 février 1892 et mort à Palerme le 13 mars 1922.

## Œuvres
- Les Poèmes d'un Maudit, Société des Ecrivains de l'Afrique du Nord, Parigi, Belles Lettres, 1923.
- Les Poèmes d'un Maudit, traduit en langue tunisienne par Hédi Balegh, Tunisi, Artypo, 2010,  (ISBN 978-9973-0-5727-3)